# University (album)
University è il sesto album in studio del gruppo musicale statunitense Throwing Muses, pubblicato nel 1995.

## Descrizione
L'album venne registrato nell'autunno del 1993, subito prima che la leader del gruppo, Kristin Hersh, registrasse il suo primo album da solista, Hips and Makers; il fondatore della 4AD, Ivo Watts-Russell, la convinse però a pubblicare per primo l'album solista, all'inizio del 1994, posticipando l'album del gruppo al 1995.
| Recensione     | Giudizio |
| -------------- | -------- |
| AllMusic       |          |
| Piero Scaruffi |          |

## Tracce
1. "Bright Yellow Gun"  – 3:43
2. "Start"  – 2:47
3. "Hazing"  – 3:14
4. "Shimmer"  – 3:14
5. "Calm Down, Come Down"  – 1:48
6. "Crabtown"  – 4:20
7. "No Way in Hell"  – 4:44
8. "Surf Cowboy"  – 2:45
9. "That's All You Wanted"  – 3:26
10. "Teller"  – 2:52
11. "University"  – 2:12
12. "Snakeface"  – 3:29
13. "Flood"  – 3:14
14. "Fever Few"  – 6:44

## Formazione
- Kristin Hersh: chitarra, voce
- Bernard Georges: basso
- David Narcizo: batteria

## Classifiche
- Official Charts Company - Album del Regno Unito: 10º posto per 4 settimane nel 1995[7]

## Pubblicazione e formati
| Formato       | Casa discografica     | Numero di catalogo               | Paese       | Anno |
| Audiocassette | Sire, Reprise Records | 9 45796-4                        | USA         | 1994 |
| CD            | 4AD                   | CAD 5002 CD                      | Regno Unito | 1995 |
| CD            | 4AD, Natasha Records  | none, NAT 1005-2                 | Brasile     | 1995 |
| CD            | Sire, Reprise Records | W2 45796                         | Canada      | 1995 |
| CD            | 4AD                   | CAD 5002 CD                      | Svezia      | 1995 |
| Audiocassette | 4AD                   | CAD C 5002                       | Regno Unito | 1995 |
| CD            | Feelee                | FL 3035-2                        | Russia      | 1995 |
| Audiocassette | Sonic Records, 4AD    | SONC 89                          | Polonia     | 1995 |
| CD            | Sire, Reprise Records | 9 45796-2, 2-45796               | USA         | 1995 |
| CD            | Sire, Reprise Records | 9 45796-2                        | USA         | 1995 |
| CD            | 4AD                   | CAD 5002 CD                      | Belgio      | 1995 |
| CD            | 4AD                   | COCY 78410                       | Giappone    | 1995 |
| CD            | 4AD                   | CAD 5002 CD                      | Italia      | 1995 |
| CD            | Sire                  | 9 45796-2, 2-45796               | US          | 1995 |
| CD            | 4AD                   | GAD 5002 CD                      | Regno Unito | 1995 |
| CD            | Cortex                | CTX019CD                         | Australia   | 1995 |
| CD            | Rough Trade, 4AD      | RTD 120.2002.2                   | Germania    | 1995 |
| LP            | 4AD                   | CAD 5002                         | Regno Unito | 1995 |
| CD            | Sire, Reprise Records | CDW 45796                        | Canada      | 1995 |
| Audiocassette | Sire, Reprise Records | W4 45796                         | Canada      | 1995 |
| Audiocassette | 4AD                   | CAD C 5002                       | Indonesia   | 1995 |
| CD            | 4AD                   | CADD 5002 CD                     | Regno Unito | 1995 |
| CD            | 4AD                   | 7243 8 40167 2 2, 7243 8401672 2 | Francia     | 1995 |
| CD            | 4AD                   | CADD 5002 CD                     | Regno Unito | 1995 |
| Audiocassette | Feelee                | FL 3 035-4                       | Russia      | 1995 |
| CD            | 4AD                   | CAD 5002 CD                      | Regno Unito | 1995 |
| CD            | Wounded Bird Records  | WOU 5796                         | USA         | 2006 |